# Плишкари
Плишкари — село в Еловском муниципальном округе Пермского края России.

## История
До ноября 2019 года входила в состав ныне упразднённого Еловского сельского поселения Еловского района.

## География
Село находится в юго-западной части района, в пределах Усинской возвышенности, на правом берегу реки Большой Амзи, на расстоянии приблизительно 8 километров (по прямой) к юго-востоку от села Елова, административного центра округа. Абсолютная высота — 181 метр над уровнем моря.
Климат
Климат характеризуется как умеренно континентальный, с продолжительной холодной зимой и коротким тёплым летом. Средняя многолетняя температура самого холодного месяца (января) составляет −15 — −16 °С (абсолютный минимум — −50 °С), температура самого тёплого (июля) — 18 — 19 °С (абсолютный максимум — 40 °С).

## Население
| 2010 |
| ---- |
| 393  |

Половой состав
По данным Всероссийской переписи населения 2010 года в половой структуре населения мужчины составляли 49,6 %, женщины — соответственно 50,4 %.
Национальный состав
Согласно результатам переписи 2002 года, в национальной структуре населения русские составляли 92 % из 547 чел.